# Guerra civile seleucide (128-125 a.C.)
La guerra civile seleucide del 128 - 125 a.C. fu un conflitto armato combattuto all'interno dell'impero seleucide tra il sovrano regnante, Demetrio II Nicatore, che aveva riacquisito il trono da solo un anno, e il ribelle Alessandro II Zabina, secondo alcuni figlio illegittimo di Alessandro I o figlio adottivo di Antioco VII.

## Antefatti
Dopo aver preso il potere a seguito della seconda guerra civile seleucide, Antioco VII regnò incontrastato sull'impero seleucide dal 137 a.C. fino al 129 a.C., quando lanciò un'offensiva contro i Parti, che avevano occupato Babilonia e fatto prigioniero Demetrio II, fratello di Antioco, nel 138 a.C.; Antioco VII incontrò la morte nell'impresa durante la decisiva battaglia di Ecbatana, mentre Demetrio, ottenuta la libertà, acquisì il trono del fratello. Demetrio tentò di entrare con il proprio esercito nel regno tolemaico d'Egitto, debole a causa di un conflitto tra Tolomeo VIII e Cleopatra II, ma fu ricacciato indietro dal sovrano e, quindi, di attuare un'offensiva contro la Giudea di Giovanni Ircano, ma questa volta non fu seguito dalle sue truppe; per questo la sua posizione nei confronti della propria popolazione risultò molto indebolita, mentre l'inimicizia con i Tolomei gli risultò fatale. Fu infatti Tolomeo VIII a trovare un giovane dalla non chiara ascendenza e a mandarlo in Siria per pretendere il trono seleucide; il pretendente al trono, che acquisì il nome di Alessandro II, era probabilmente il figlio di un semplice mercante, mentre secondo delle fonti contrastanti era figlio di Alessandro I Bala o di Antioco VII, dai quali egli comunque dichiarava di discendere.

## Guerra
Alessandro II sbarcò probabilmente nella costa della Siria settentrionale nel 128 a.C. e portò avanti campagne vittoriose contro Demetrio II con l'aiuto degli egizi; la popolazione lo accolse benevolmente, spinta dall'astio per il monarca regnante, e nella città di Antiochia riscosse particolare successo, soprattutto dopo aver eseguito le onoranze funebri di Antioco VII, il cui corpo era stato riportato in patria. Le dinamiche della guerra non sono molto chiare, ma all'inizio del 125 a.C. i due eserciti si scontrarono vicino a Damasco e Demetrio fu sconfitto. Il re in fuga cercò dapprima rifugio a Tolemaide, dove sua moglie Cleopatra Tea aveva instaurato un sorta di monarchia indipendente, ma fu respinto; arrivato quindi a Tiro fu fatto uccidere per ordine del governatore della città.

## Conseguenze
Alessandro II diventò quindi sovrano dell'impero e restò incontrastato alla sua guida per circa due anni; tuttavia il suo potere non fu indiscusso; a Laodicea scoppiò una rivolta comandata da militari, subito sedata, mentre a Tolemaide Cleopatra Tea rimase al potere, dividendolo con i propri figli, prima Seleuco V e poi Antioco VIII. Fu quest'ultimo che, reclamato il trono contro Alessandro II, vi si scontrò in una nuova guerra civile.